# YouTube Live
YouTube Live was een eenmalig evenement georganiseerd door YouTube en Google. Op het evenement kwamen voornamelijk artiesten die bekend zijn geworden, dankzij één of meerdere filmpjes die op YouTube staan. De kick-off was op 22 november 2008 in San Francisco, waarop de volgende dag een eenzelfde evenement plaatsvond in Tokio.
Het evenement was live te zien vanaf het YouTube-kanaal van het evenement. De opnames waren in San Francisco en Tokyo en werden gepresenteerd door een aantal verschillende bekende artiesten, waaronder The Black Eyed Peas, rapper will.i.am, Tom Dickson van Will It Blend, Michael Buckley, Fred Figglehorn en zangeres Katy Perry.

## Optredens
De onderstaande lijst bevat de artiesten die optraden op het festival.
- Katy Perry (opening)
- Beardyman
- BoA
- Brandon Hardesty
- Sick Puppies
- Will It Blend?
- Chad Vader
- William Sledd
- Charlie the Unicorn
- Freddie Wong
- Joe Satriani & Funtwo

- Lisanova
- MythBusters
- Planet B-Boy
- Myers Brothers (speed stackers)
- Latimer the Magician
- Michael Buckley
- Mike Relm
- The Bill Brothers
- James Kotecki
- will.i.am

- Fred Figglehorn
- Esmée Denters
- Julia Nunes
- SF Parkour
- Soulja Boy Tell 'Em
- Bo Burnham
- The Spinto Band
- Jon M. Chu
- Happy Tree Friends
- Akon (afsluiting)